# 敬虔な幼子
『敬虔な幼子』（けいけんなおさなご、英: THE PIOUS INFANT）は、絵本作家のエドワード・ゴーリー（原著刊行時の名義はレジーラ・ダウディ）によるアメリカの大人向け絵本。1965年3月、アメリカの雑誌『エヴァグリーン・レビュー』に掲載。1966年、ゴーリー作の他2作品とともにセット品『Three Books from the Fantod Press』として500部限定で発行された。発行元はゴーリー自身が興したファントッド社(Fantod Press)。1975年にはゴーリー作品のベスト盤『Amphigorey Too』(ISBN 978-0-399-11565-3)に収録、2002年には日本語訳版が柴田元幸の訳により発行された。

## 概要
信心深い少年の短い一生とその最期を描いた作品であり、信心深い者の死という点ではイギリスの小説『骨董屋』（チャールズ・ディケンズ著、1841年）、アメリカの小説『アンクル・トムの小屋』などを髣髴させる。このような演出で人々の涙を誘う場面は19世紀の英米の小説や芝居で多用されており、本作は一見するとそれらの類型にあることを思わせる。
しかしながら本作の主人公は、信仰心のあまり数々の善行を行っているものの、それらは時に急進的、抑圧的、独善的とも受け取れるもので、さらに両親に手伝い事がないかと、なぜか金槌を手にして尋ねる場面があり、訳者の柴田元幸は「『邪（よこしま）な子供を殴り殺しなさい』と言われたら素直にほいほい殴り殺してしまいそうな勢いではないか」と述べている。単に信心深い子供の死と要約しきれない点において、柴田は本作を一筋縄でいかず飽きのこない作品とし、飽きのこなさはゴーリーの作品の中でも格別と評価している。
また、上記のような「信心深い者の死」の演出が多用された19世紀では、イギリスでは子供の死亡率が非常に高かったことから、創作作品の中では子供が信仰心を持って無垢のまま死んでゆくような演出が多かったことや、当時は幼少時から信仰心を促す宗教的小冊子があったことが、本作の背景となっているとの説もある。不幸な人物が描かれることの多いゴーリー作品において、珍しく救いがあるとの意見もある。
原著のセット品『Three Books from the Fantod Press』は少部数のみの発行だったため、後には入手困難な品となった。このセット品は特製封筒に入れて発行されたものの、この封筒は破損しやすかったため、現存数は少ない。また発行元であるゴーリー自ら興したファントッド社は、ゴーリー自身がサインとシリアルナンバーを書き入れて数百部単位のみ印刷するという私家版に近い形態であったため、後には収集家たちの間で非常に高値が付けられている。
なおゴーリーはアナグラムを愛用しており、原著刊行時の名義「レジーラ・ダウディ(Regera Dowdy)」は、「エドワード・ゴーリー (Edward Gorey)」のアナグラムである。このことから日本語版発行時もレジーラ・ダウディ名義での発行が検討されたが、混乱を避けるためにゴーリー名義で発行されている。
2009年には、日本のインストゥルメンタルグループであるSIBERIAN NEWSPAPERにより、音楽作品として演奏された。

## ストーリー
主人公の少年ヘンリー・クランプは、3歳にして自分の心が邪（よこしま）であること、にもかかわらず自分が神に愛されていることを知る。以来、彼は聖歌や聖句を憶え、信仰に励む。あるときに妹に空を飛ぶ鳥を指し示し、自分も死後は鳥のように天に昇ると語る。
ヘンリーの善行は、自分のおやつを我慢して貧乏人に小銭を与えたり、軽々しく神の名が書かれている書物を丹念に塗り潰したり、日曜日に遊んでいる子供たちに対し、聖書も読まずに安息日を過ごすことを窘めるなど、日に日に忙しいものとなってゆく。
4歳になったある日、ヘンリーはいつものような善行の帰り道に雹にうたれ、それがもとで病に臥せる。死の淵でヘンリーは両親を前に、自分に罪が神によって許されたことの幸せを述べ、笑顔で息をひきとる。
かつてヘンリーが妹に語ったような、鳥をかたどった墓の場面で物語は幕を閉じる。